# Mischa Bredewold
Mischa Bredewold (* 20. Juni 2000 in Amersfoort) ist eine niederländische Radrennfahrerin.

## Sportlicher Werdegang
Als Juniorin war Bredewold Mitglied der Nationalmannschaft und startete regelmäßig im UCI Women Junior Nations’ Cup. Wenige Wochen vor den Straßenradsport-Weltmeisterschaften 2018 wurde sie von einem Lastwagen angefahren und brach sich drei Wirbel, sechs Rippen, das Becken und erlitt schwere Hirnverletzungen. Nachdem sie 2019 keine Rennen fahren konnte, kehrte sie 2020 für das Watersley Race & Development CT in den Rennsport zurück.
Zur Saison 2021 wurde Bredewold Mitglied im UCI Women’s Continental Team Parkhotel Valkenburg. Bereits im selben Jahr erzielte sie mit dem Gewinn der zweiten Etappe der Baloise Ladies Tour ihren ersten internationalen Erfolg. Ein Jahr später war sie erstmals auf der UCI Women’s WorldTour erfolgreich, als sie letzte Etappe der Simac Ladies Tour im Zweiersprint vor Eleonora Gasparrini für sich entschied. Zudem gewann sie eine Etappe der Tour de la Semois sowie das erstmals für Frauen ausgetragene Eintagesrennen A Travers les Hauts de France. Mit der niederländischen Nationalmannschaft gewann sie bei den Straßenradsport-Europameisterschaften 2022 die Bronzemedaille mit der U23-Mixed-Staffel.
Durch ihre Erfolge auf sie aufmerksam geworden, erhielt Bredewold zur Saison 2023 einen Vertrag beim UCI Women’s WorldTeam SD Worx. Den ersten Erfolg für ihr neues Team erzielte sie bei der Internationalen Thüringen-Rundfahrt der Frauen, als sie nach dem Sieg beim Mannschaftszeitfahren zum Auftakt der Rundfahrt auch die zweite Etappe gewann und für drei Tage die Gesamtführung übernahm. Mit dem Classic Lorient Agglomération gelang ihr erneut ein Sieg auf der World Tour. Zum Saisonabschluss wurde sie in ihrer niederländischen Heimat Europameisterin im Straßenrennen. 2024 war sie mit zwei Etappenerfolgen bei der Itzulia Women sowie dem Eintagesrennen Classic Lorient Agglomération gleich dreimal auf der WorldTour erfolgreich.

## Erfolge

### Straße
2021
- eine Etappe und Nachwuchswertung Baloise Ladies Tour

2022
- Europameisterschaften – U23-Mixed-Staffel
- eine Etappe und Nachwuchswertung Simac Ladies Tour
- A Travers les Hauts de France
- eine Etappe, Punkte- und Nachwuchswertung Tour de la Semois

2023
- eine Etappe und Mannschaftszeitfahren Internationale Thüringen-Rundfahrt der Frauen
- Classic Lorient Agglomération
- Europameisterin – Straßenrennen

2024
- zwei Etappen Itzulia Women
- eine Etappe Thüringen Ladies Tour
- Classic Lorient Agglomération

2025
- eine Etappe Setmana Valenciana
- Amstel Gold Race Ladies Edition[4]
- zwei Etappen und Punktewertung Itzulia Women
- Niederländische Meisterin – Einzelzeitfahren

### Bahn
2024
- Niederländische Meisterin – Einerverfolgung